# 팩트체크
팩트체크(fact-checking), 또는 사실확인은 정확성 확인을 위해 논픽션 문구에서 정보의 사실 여부를 검증하는 과정이다. 팩트체크는 문구가 출판되기 전(ante hoc)이나 후(post hoc)에 수행될 수 있다. 내부 팩트체크는 출판자가 내부적으로 수행하는 팩트체크를 말하며 텍스트가 타사에 의해 분석되는 과정은 외부 팩트체크라고 한다.
팩트체크를 하는데 있어서 가장 많이 사용하는 수단 중 하나가 교차 검증이다.

## 같이 보기
- 교차 검증
- 가짜뉴스
- 교열
- 체리 피킹